# Microregione di Jaguariaíva
Jaguariaíva è una microregione del Paraná in Brasile, appartenente alla mesoregione di Centro Oriental Paranaense.

## Comuni
È suddivisa in 4 comuni:
- Arapoti
- Jaguariaíva
- Piraí do Sul
- Sengés